# VEF Radiotehnika RRR
A VEF Radiotehnika RRR lett elektronikai gyár, amely napjainkban hangszórókat gyárt. 1927-ben alapították mint rádiógyárat. A szovjet időszakban Popov Rádiógyár, majd Radiotehnika néven működött. Ekkor az egyik legnagyobb rádió- és lemezjátszógyártó vállalat volt.  A Szovjetunió megszűnése után a cégnél a rádiógyártás megszűnt. A termékein az RRR márkajelzést használták. Az 1990-es években az Állami Elektrotechnikai Gyár (VEF) rádiógyártó részlegével közösen létrehozták a VEF Radiotehnika RRR céget, amely napjainkban is működik.